# Куотермасс и колодец
«Куотермасс и колодец» (англ. Quatermass and the Pit) — 6-серийный британский научно-фантастический телефильм, созданный по сценарию Найджела Нила и снятый режиссёром Рудольфом Картье. Это третий сериал о приключениях профессора Куотермасса, снятый телекомпанией BBC; премьерный показ состоялся на канале BBC Television в декабре 1958 — январе 1959 года. Сериал пользовался успехом у зрителей и оказал значительное влияние на развитие научно-фантастического жанра в последующие годы. В 1967 году по мотивам сериала студией Hammer был снят одноименный кинофильм.

## Сюжет
Во время строительных работ в лондонском районе Найтсбридж рабочие, копающие котлован, обнаруживают древний череп. Палеонтолог доктор Рони оценивает его возраст приблизительно в 5 млн лет, что делает находку ценным источником информации по эволюции человека. Однако при дальнейших археологических раскопках обнаруживается большой гладкий предмет, похожий на неразорвавшийся снаряд. На место раскопок прибывает подразделение сапёров. Чтобы защитить свою работу от вмешательства военных, Рони приглашает в качестве эксперта своего друга профессора Куотермасса, руководителя Ракетной группы. Куотермасс прибывает на место со своим заместителем полковником Брином и сразу же оказывается заинтригован находкой. Основываясь на глубине залегания древних черепов и загадочного предмета, профессор высказывает предположение, что этот «снаряд» имеет возраст по крайней мере в 5 млн лет...

## В ролях
- Андре Морелл — профессор Бернард Куотермасс
- Сек Линдер — доктор Мэттью Рони
- Энтони Бушелл — полковник Джеймс Брин
- Джон Стрэттон — капитан Поттер
- Кристин Финн — Барбара Джадд
- Майкл Риппер — сержант
- Гарольд Гудвин — капрал Гибсон
- Брайан Уорт — репортёр Джеймс Фуллалов
- Ричард Шоу — Слэдден
- Александр Мойес — рассказчик

## Список серий
| Номер | Название серии                    | Дата премьерного показа |
| ----- | --------------------------------- | ----------------------- |
| 1     | «Полулюди» (The Halfmen)          | 22 декабря 1958         |
| 2     | «Призраки» (The Ghosts)           | 29 декабря 1958         |
| 3     | «Бесы и демоны» (Imps and Demons) | 5 января 1959           |
| 4     | «Заколдованные» (The Enchanted)   | 12 января 1959          |
| 5     | «Дикая охота» (The Wild Hunt)     | 19 января 1959          |
| 6     | «Дьявол» (Hob)                    | 26 января 1959          |